# Drosophila flavitibiae
Drosophila flavitibiae är en tvåvingeart som beskrevs av Masanori Joseph Toda 1986. Drosophila flavitibiae ingår i släktet Drosophila och familjen daggflugor.
Artens utbredningsområde är Myanmar.